# Nhumirim
Nhumirim é um bairro rural (área urbana isolada) do município brasileiro de Santa Rosa de Viterbo, que integra a Região Metropolitana de Ribeirão Preto, no interior do estado de São Paulo.

## História

### Origem
O bairro se desenvolveu ao redor da estação ferroviária Nhumirim, inaugurada pela Companhia Mogiana de Estradas de Ferro em 10/07/1910.

## Geografia

### Demografia

#### População urbana
| Crescimento população urbana | Crescimento população urbana | Crescimento população urbana | Crescimento população urbana |
| Censo                        | Pop.                         |                              | %±                           |
| ---------------------------- | ---------------------------- | ---------------------------- | ---------------------------- |
| 1980                         | 167                          |                              | —                            |
| 1991                         | 200                          |                              | 19,8%                        |
| 2000                         | 224                          |                              | 12,0%                        |
| 2010                         | 174                          |                              | −22,3%                       |
| Fonte: IBGE e Fundação SEADE |                              |                              |                              |

Até o Censo 2010 (IBGE) Nhumirim era classificado pelo IBGE como área urbana isolada do distrito sede.

### Rodovias
O principal acesso ao bairro é a Rodovia Padre Donizetti (SP-332).

## Serviços públicos

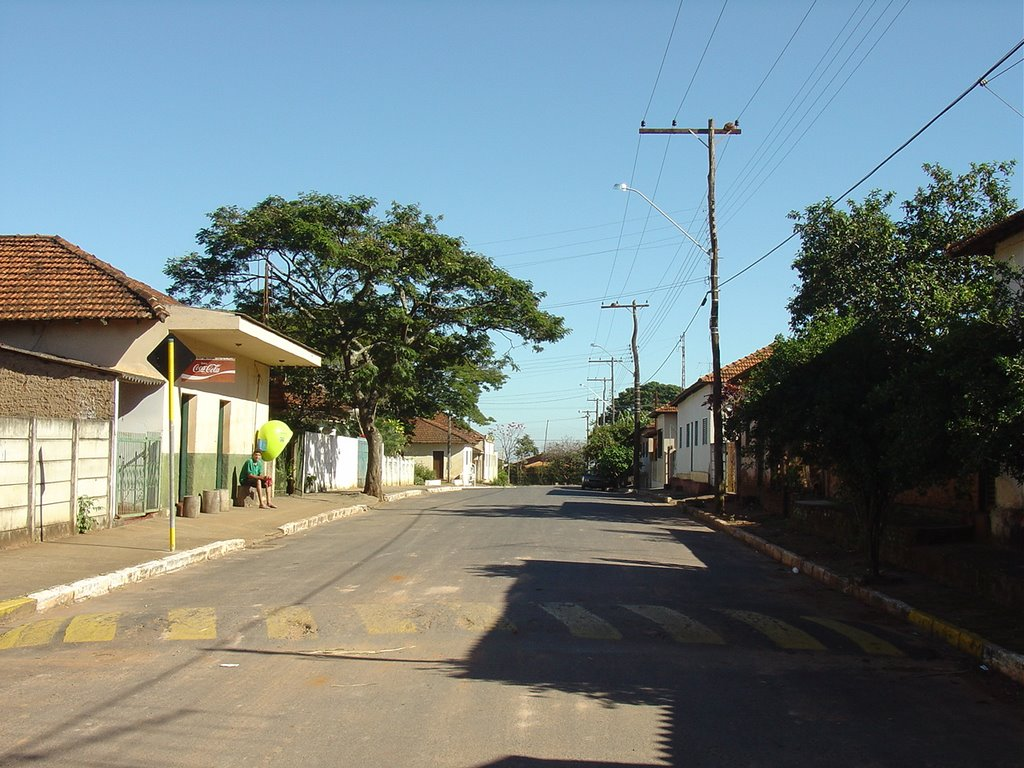
Aspecto local.

### Saneamento
O serviço de abastecimento de água é feito pela Companhia de Saneamento Básico do Estado de São Paulo (SABESP). 

### Energia
A responsável pelo abastecimento de energia elétrica é a CPFL Paulista, distribuidora do Grupo CPFL Energia.

## Religião
O Cristianismo se faz presente no bairro da seguinte forma:

### Igreja Católica
- A igreja faz parte da Arquidiocese de Ribeirão Preto[11].

### Igrejas Evangélicas
- Congregação Cristã no Brasil[12].